# 全昭珉
全昭珉（韓語：전소민，1996年8月22日—），韓國女歌手。曾是韓國女子團體PURETTY和APRIL成員，2016年以男女混聲團KARD再次出道，隊內擔當Black jokeR、主唱。队内符号为❤️。
與演員孔升妍和TWICE成员定延拥有親戚关系。

## 簡歷

### 2012年至2014年
2012年，以DSP Media旗下女子團體PURETTY出道。
2014年，PURETTY解散。同年，DSP媒體举行新成员遴选节目《KARA Project》，节目成员被称为「Baby Kara」。

### 2015年至2017年
2015年，以女子團體APRIL隊長身分出道，11月9日，DSP媒體发表，昭珉因要专心学业而退出團體。
2017年，以男女混聲團體KARD正式出道。

## 外部連結
- 全昭珉的Instagram帳戶
- 全昭珉的Youtube帳戶 （页面存档备份，存于）